# همه اینها به‌علاوه ایسلند
همه اینها به‌علاوه ایسلند (دانمارکی: Alt dette og Island med) یک فیلم درام دانمارکی به کارگردانی یوهان یاکوبسن است که در سال ۱۹۵۱ منتشر شد.

## گزیدهٔ بازیگران
- سونیا ویگرت
- یاک فیلستا
- هنکی کولستا
- پل رایشهارت